# Западноокеанийские языки
Западноокеанийские языки — языковой комплекс океанийских языков, который предложил и изучил Росс (1988).

## Классификация
Западноокеанийский языковой комплекс делится на три дополнительных языковых комплекса:
- Северо-новогвинейский языковой комплекс.
- Месо-меланезийский языковой комплекс.
- Языковой комплекс папуасских вершин.

Уменьшенная форма языковой семьи (за исключением месо-меланезийских языков) была полностью поддержана в 2008 году анализом Austronesian Basic Vocabulary Database.
В 2008 году в исследовании был сделан вывод, что Шутен не говорил в пределах северо-новогвинейской ветви западноокеанийских языков. Единство нгеро-витязьская ветви северо-новогвинейских языков и, по крайней мере, один язык из хуон-галфской ветви, было подкреплено с 85%-ной уверенностью. В дополнение, это поддерживает с 65%-ной уверенностью объединение между виллаумезской ветвью и этих северо-новогвинейских языков. Ветвь языков папуасских вершин в целом была полностью поддержана для рассмотренных языков.
- Виллаумезские языки
- Северо-новогвинейские языки
- Шутенские языки
- Языки папуасских вершин

Классификация согласно 17-му изданию Ethnologue
- Западноокеанийские (239)
  - Месо-меланезийские (70)
    - Бали-виту (2): виту, унеапа
    - Новоирланские (64)
      - Лавонгай-наликские (6): кара, мандара, налик, тианг, тигак, тунгаг
      - Мадакские (3): барок, лаватбура-ламусонг, мадак
      - Южные новоирланско-северо-западные соломонские (52)
        - Шуазёльские (4): бабатана, вагуа, вариси, ририо
        - Моно-уруава (4): лунгалунга, Моно-алу, торау, уруава
        - Неханско-северо-бугенвильские (10)
          - Бука (3): петатс
            - Халиа (2): хакё, халиа

          - Неханские (1): нехан
          - Папапана (1): папапана
          - Сапоса-тинпуцкие (4): сапоса, хахон, таоп, тинпуц
          - Солос (1): солос

        - Нью-джорджийские (13)
          - Восточные нью-джерсийские (2): вангуну, марово
          - Западные нью-джерсийские (11): ганонгга, гулигули, дороро, дуке, казукуру, кусаге, лунгга, ровиана, симбо, угеле, хоава

        - Патпатар-толайские (11): варвар-фени, кандас, кономала, куануа, лабел, нивер-мил, патпатар, рамоааина, сиар-лак, сурсурунга, фанамакет
        - Пива-банони (2): баннони, лавунуиа
        - Санта-исабельские (7)
          - Центральные (3): блабланга, зазао, кокота
          - Восточные (2): гао, чеке-холо
          - Западные (2): лагу, забана

        - Табарские (2): лихир, нотси
        - Томоипские (1): томоип

      - Виллаумезские (4): бола, булу, мерамера, наканай

    - Северо-новогвинейские (105)
      - Хуон-галфские (32)
        - Маркхамские (15)
          - Нижнемаркхамские (7)
            - Бусу (5): арибватса, арибваунг, дувет, мусом, нафи
            - Лабу (1): лабу
            - Вампарские (1): вампар

          - Верхнемаркхамские (5): адзера
            - Горные верхнемаркхамские (4): вампур, мари, сарасира, сукурум

          - Ватутские (3): северный ватут, средний ватут, южный ватут

        - Северо-маркхамские (3): бугавак, кала, ябем
        - Нумбами (1): нумбами
        - Южно-маркхамские (13)
          - Хоте-буангские (12)
            - Буангские (10): вехес, капин, мангга-буанг, мапос-буанг, пью
              - Муменгские (5): горакор, дамби, зенаг, кумалу, патеп

            - Хоте (2): хоте, ямап

          - Кайва (1): ивал

      - Нгеро-витиазские (43)
        - Нгеро (6)
          - Бариаи (4): бариаи, кове, луси, малаламай
          - Туамские (2): гитуа, муту

        - Витиазские (37)
          - Белские (8)
            - Астролабе (3): авад-бинг, ваб, миндири
            - Ядерные белские (5)
              - Северно-ядерные белские (4): билбил, гедагед, матукар, такиа
              - Южно-ядерные белские (1): марик

          - Киленге-малеу (1): малеу-киленге
          - Корапские (3): ароп-локеп, карнай, пано
          - Мангап-мбула (1): мбула
          - Менгенские (3): лоте, мамуси, менген
          - Ройнджи-неная (2): мато, ронджи
          - Сио (1): сио
          - Юго-западные ново-британские (17)
            - Амара (1): амара
            - Араве-пасисмануа (14)
              - Араве (9): мангсенг
                - Восточные араве (4): авау, аколет, амио-гелими, бебели
                - Западные араве (4): айклеп, амбул, гими, салонг

              - Пасисмануа (5): айгхон, кароре, каулонг, миу, сенгсенг

            - Библингские (2): ламогай, моук-ариа

          - Тами (1): тами

      - Языки залива Сарми-Джаяпура (14)
        - Языки залива Джаяпура (3): каюпулау, орму, тобати
        - Сарми (11): анус, бонгго, каптиау, лики, масимаси, вакде (мо), собеи, сунум, тарпиа, федан, ярсун

      - Шутенские (16)
        - Каириру-менамские (9)
          - Каириру (3): каиеп, каириру, теребу
          - Манамские (6): бием, вогео, кис, манам, медебур, сепа

        - Сиау (7): ароп-сиссано, кап, малол, сера, сиссано, тумлео, улау-суаин

    - Крайненовогвинейские (64)
      - Ядерные (44)
        - Маисинские (1): маисин
        - Северно-папуасского материка д’Антркасто (34)
          - Ануки (1): ануки
          - Аре-таупота (16)
            - Аре (7): аре, арифама-маниафиа, гапапаива, гхаяви, дога, канинува, убир
            - Таупота (9): ваэма, ведау, гведа, маивала, минавеха, тавала, таупота, хаигвал, якаикеке

          - Бваидога (7): бваидока, западный гуденуг, иамалеле, идуна, колувава, маиадому, молима
          - Добу-дуау (7): боселева, бунама, галея, добу, дуау, мватебу, сева-бай
          - Гумавана (1): гумавана
          - Какабаи (2): давава, какабаи

        - Суауйские (9): аухелава, бванабвана, бухуту, вагавага, ояоя, салиба, суау, унубахе, ялеба

      - Периферальные (20)
        - Центрально-папуасские (14)
          - Оумские (4): оума
            - Магорские (3): бина, йоба, магори

          - Синагоро-кеапара (4): кеапара, моту, синаугоро, хула
          - Западно-центральные папуасские (6)
            - Габади (1): абади
            - Ядерные (5): ваима, куни, лала, мекео, тоура

        - Киливила-луисиадесские (6)
          - Киливила (3): будибуд, киливила, муюв
          - Мисима (1): мисима-панаэати
          - Нимоа-судестские (2): нимоа, судест